# David Beaton
David Beaton (Balfour, 1494 – Saint Andrews, 29 maggio 1546) è stato un cardinale scozzese, arcivescovo di Saint Andrews e ultimo cardinale scozzese prima della riforma.

## Biografia
Nipote di James Beaton, fu lord del sigillo privato dal 1528 e dal 1537 vescovo di Mirepoix; l'anno dopo fu creato cardinale.
Nel 1539 divenne arcivescovo di Saint Andrews: pretendente alla reggenza, fu imprigionato da James Hamilton, che divenne successivamente suo alleato nelle persecuzioni ai Protestanti.
Nel 1546 bruciò al rogo George Wishart, il che gli valse l'assassinio da parte dei wishartiani: infatti i protestanti irruppero nel castello di Saint Andrews, residenza arcivescovile, e uccisero l'arcivescovo mutilandone orribilmente il corpo.

## Successione apostolica
La successione apostolica è:
- Vescovo Robert Reid, O.Cist. (1541)